# Kapuskasing
Kapuskasing, anciennement MacPherson, est une ville située dans le district de Cochrane au Nord de l'Ontario (Canada). Sa population s'élève à près de 8 300 habitants (2016). Elle est la ville la plus populeuse du Grand Nord ontarien et le centre de services d'un bassin régional de 15 000 personnes.

## Géographie
La ville de Kapuskasing se trouve au centre du district de Cochrane, à 493 kilomètres au nord-ouest de North Bay. Son territoire prend à peu près la forme d'un carré d'une superficie de 84,37 km2. Il est entouré par le territoire non organisé de Cochrane Nord sauf à l'ouest où il est borné par Val Rita-Harty. Elle se situe dans le bouclier canadien et son relief est plat. La rivière de Kapuskasing arrose le territoire. Les lacs Proulx et Guénette ponctuent le territoire à l'est.

## Urbanisme
La plus grande partie du territoire demeure sous couvert forestier. L'aire urbanisée se trouve de part et d'autre d'un coude de la rivière de Kapuskasing. Le centre de la ville, la fonction résidentielle et commerciale, de même que les installations de la principale industrie Tembec, se trouvent essentiellement sur la rive droite (est). Le club de golf Kapuskasing occupe le centre de l'aire urbaine, entouré d'aires résidentielles. La partie urbaine sur la rive opposée est constituée d'un parc industriel et de l'aéroport. Les quartiers résidentiels de Val-Albert et Brunetville se trouvent au nord-est de l'aire urbaine alors que le hameau de West Riverside se situe sur la rive ouest au sud-ouest du territoire.
La voie ferrée d'Ontario Northland traverse le territoire d'est en ouest, traversant la rivière de Kapuskasing dans la partie sud de l'aire urbanisée. Ce chemin de fer utilisé pour le transport de marchandises, relie Kapuskasing à Hearst à l'ouest et Cochrane à l'est. La route Transcanadienne (route 11), parallèle au chemin de fer, traverse également la municipalité d'est en ouest et constitue l'artère de la ville. Les principales voies routières rurales nord-sud sont les chemins Brunelle, Spruce Falls, Bonnieview, Clear Lake, Neetlan et Harland. Les chemins Stevens, Gough, Brunetville, Access et Ballentyne assurent les liaisons est ouest secondaires. La population est desservie par un service d'autocar interurbain assuré par Ontario Northland.

## Histoire
La ville est fondée au début du XXe siècle quand le chemin de fer National Transcontinental est construit dans la région. Jusqu’en 1917, l'endroit est connu sous le nom de MacPherson, mais son toponyme est changé car il existe alors un autre arrêt ferroviaire au Manitoba du même nom. Le nom Kapuskasing signifie « courbe dans la rivière » ou « embranchement » en langue crie,. Pendant la première Guerre mondiale, la localité est le site d'un camp de plus de 1 200 prisonniers allemands, autrichiens, ukrainiens et turcs. Après la guerre, souhaitant développer le Nord de l'Ontario, le gouvernement fédéral octroie un terrain d'une superficie de 100 acres à toute famille qui veut s'établir et encourage le développement de l'agriculture. En 1920, la Spruce Falls Power & Paper Co. implante une usine de papier journal. En 1922, le chemin de fer National Transcontinental est acquis par le Canadien National. En 1937, le terrain de golf de Kapuskasing est aménagé. En 1991, après que la Spruce Falls envisage de réduire le personnel de 80 %, un consortium formé d'employés, de Tembec et d'habitants de Kapuskasing, achètent la compagnie.

## Politique
Kapuskasing a un statut de ville (town). En 2019 le maire est Dave Plourde qui succède à Alan Spacek, dont le mandat de quatre ans s'est terminé en décembre 2018. Le territoire de Kapuskasing est compris dans la circonscription électorale fédérale d'Algoma—Manitoulin—Kapuskasing et dans la circonscription électorale provinciale de Timmins—Baie James.

## Démographie
Selon le Recensement du Canada de 2016, Kapuskasing compte 8 292 habitants pour une densité brute de 98,3 habitants/km2. La population de Kapuskasing croît légèrement entre 2011 et 2016, après une baisse importante entre le début des années 1990 et la fin des années 2000. Par ailleurs, s'inscrivant dans les grandes tendances sociogéographiques canadiennes, les ménages comptent en moyenne de moins en moins de personnes.
Évolution de la population totale, 1921-2011,
Population et ménages
| Année | Population totale | Variation (%) | Nombre total de logements | Variation (%) | Nombre de résidences secondaires et logements vacants | Variation (%) | Nombre de ménages privés | Variation (%) | Nombre moyen de personnes par ménage privé |
| ----- | ----------------- | ------------- | ------------------------- | ------------- | ----------------------------------------------------- | ------------- | ------------------------ | ------------- | ------------------------------------------ |
| 2011  | 8 196             | 3,7 %         | 4 049                     | 0,7 %         | 311                                                   | 10,7 %        | 3 738                    | 0,0 %         | 2,19                                       |
| 2006  | 8 509             | 7,9 %         | 4 022                     | .             | 281                                                   | .             | 3 741                    | 7,2 %         | 2,27                                       |
| 2001  | 9 238             | 8,0 %         | ...                       | .             | ...                                                   | .             | 4 031                    | 2,6 %         | 2,29                                       |
| 1996  | 10 036            | 3,0 %         | ...                       | .             | ...                                                   | .             | 3 930                    | .             | 2,55                                       |
| 1991  | 10 344            | .             | ...                       | .             | ...                                                   | .             | ...                      | .             | .                                          |

Selon Statistique Canada, la population de la ville a décliné de 7,9 % entre 2001 et 2006. Kapuskasing compte une majorité de francophones, soit 68 % en 2006. Les anglophones représentent 36 % de la population. L'âge moyen de la population est de 44,7 ans.
| 2001  | 2006  | 2011  | 2016  |
| ----- | ----- | ----- | ----- |
| 9 238 | 8 509 | 8 196 | 8 292 |

## Économie
Le secteur forestier, la distribution et le tourisme constituent les assises de l'économie locale. La papetière Tembec emploie 350 travailleurs à son usine de papier journal et 125 autres à son usine de sciage de bois d’œuvre de résineux et de production de copeaux de bois. Elle exporte la majorité de sa production de papier journal aux États-Unis. Par sa position géographique au nord, Kapuskasing assure des services d'approvisionnement et de distribution de services aux communautés isolées du bassin de la baie d'Hudson et de la baie James.

## Culture
Un cimetière situé à deux kilomètres à l'ouest de Kapusakasing marque l'emplacement du camp d'internement ayant servi pendant la Première Guerre mondiale. Le Ron Morel Memorial Museum, installé à l’intérieur de deux voitures et d'une locomotive, présente des expositions sur l'histoire de Kapuskasing, sur les trains et les services ferroviaires, de même que des sculptures de Maurice Gaudreault, un artiste local. Plusieurs événements se tiennent à Kapuskasing chaque année, notamment le Festival de la St-Jean, le Festival des lumières et le Kap Kraze. Le Festival de la St-Jean est un festival de musique et d'humour se déroulant sur une fin de semaine autour de la Fête de la Saint-Jean. 
La bibliothèque municipale de Kapuskasing conserve dans ses archives les numéros du magazine Spruce Log (1930-1991) et ceux de l'hebdomadaire de langue anglaise The Northern Times (1961-2002).

## Société
Kapuskasing compte plusieurs écoles affiliées à différents districts et réseaux selon la langue, la religion et le niveau scolaire. La localité est desservie par le Conseil scolaire public du Nord-Est de l'Ontario (CSDNE), le Conseil scolaire catholique de district des Grandes Rivières (CSCDGR), le District School Board Ontario North East (DSBONE), le Northeastern Catholic District School Board (NCDSB). En raison de la baisse et du vieillissement de la population, plusieurs écoles ont fermé, soit l'école élémentaire Jeanne-Mance, l'école Sacré-Cœur, l'Académie d'Youville (école secondaire avant la Cité des Jeunes, presentement le Centre des Loisirs), l'Immaculé-Conception (école des filles a l'élémentaire: 2 étages, en briques, démoli, emplacement actuel du College Boréal, en face de l'ancienne residence des frères) et la Eastview Public School. L'Université de Hearst et le Collège Boréal comptent un campus à Kapuskasing.
Établissements d'enseignement
| Établissement                                          | Niveau                | District              | Réseau     | Langue                       |
| ------------------------------------------------------ | --------------------- | --------------------- | ---------- | ---------------------------- |
| André Cary                                             | Maternelle-Primaire   | Grandes Rivières      | Catholique | Français                     |
| Cœur du Nord                                           | Maternelle-Primaire   | Nord-Est de l'Ontario | Public     | Français                     |
| Jacques-Cartier                                        | Maternelle-Primaire   | Grandes Rivières      | Catholique | Français                     |
| Diamond Jubilee                                        | Maternelle-Primaire   | Ontario North East    | Public     | Anglais                      |
| St. Patrick                                            | Maternelle-Primaire   | Northeastern          | Catholique | AnglaisImmersion en français |
| Cité des Jeunes                                        | Secondaire            | Grandes Rivières      | Catholique | Français                     |
| Écho du Nord                                           | Secondaire            | Nord-Est de l'Ontario | Public     | Français                     |
| Kapuskasing District                                   | Secondaire            | Ontario North East    | Public     | Anglais                      |
| Centre d'apprentissage du Nord Est de l'Ontario (CANO) | Éducation aux adultes | Nord-Est de l’Ontario | Public     | Français                     |
| Alternative Education Centre                           | Éducation aux adultes | .                     | .          | Anglais                      |
| Contact Nord                                           | Éducation aux adultes | ...                   | .          | Français, anglais            |
| Collège Boréal                                         | Collégial             | .                     | .          | Français                     |
| Université de Hearst à Kapuskasing                     | Universitaire         | .                     | Public     | Français                     |

Les services de santé sont assurés par l'Hôpital Sensenbrenner ainsi que par différents organismes et entreprises comme le Centre de santé communautaire de Kapuskasing et région, le Bureau de santé Porcupine, le complexe de bureaux des médecins de la région de Kapuskasing, les Services de counselling de Hearst, Kapuskasing et Smooth Rock Falls, les Services à la famille et à l'enfance du Nord-Est de l'Ontario (SFENEO), les Services de toxicomanie Cochrane-Nord, le foyer de soins Extendicare de Kapuskasing et le manoir North Centennial. Le Centre de santé communautaire de Kapuskasing assure à la population des services de santé et des services sociocommunautaires en français, notamment chez les plus vulnérables, et s'est également donné comme mission de maintenir la langue française, de transmettre la culture francophone et de favoriser la solidarité au sein de la minorité franco-ontarienne.

### Personnalités
- James Cameron (1954-), réalisateur
- Jacques Poirier (1959-), poète
- Pierre Albert (1959-), journaliste
- Michel Ouellette, écrivain
- Kirk McCaskill (en) (1961-), joueur de baseball
- Roy Dupuis (1963-), comédien
- Kelly Vanderbeek (1983-), skieuse alpine
- Alain Goulet (1988-), hockeyeur